# Schaueria humuliflora
Schaueria humuliflora är en akantusväxtart som först beskrevs av Christian Gottfried Daniel Nees von Esenbeck och Mart., och fick sitt nu gällande namn av Christian Gottfried Daniel Nees von Esenbeck. Schaueria humuliflora ingår i släktet Schaueria och familjen akantusväxter. Inga underarter finns listade i Catalogue of Life.